# Henry Kissinger

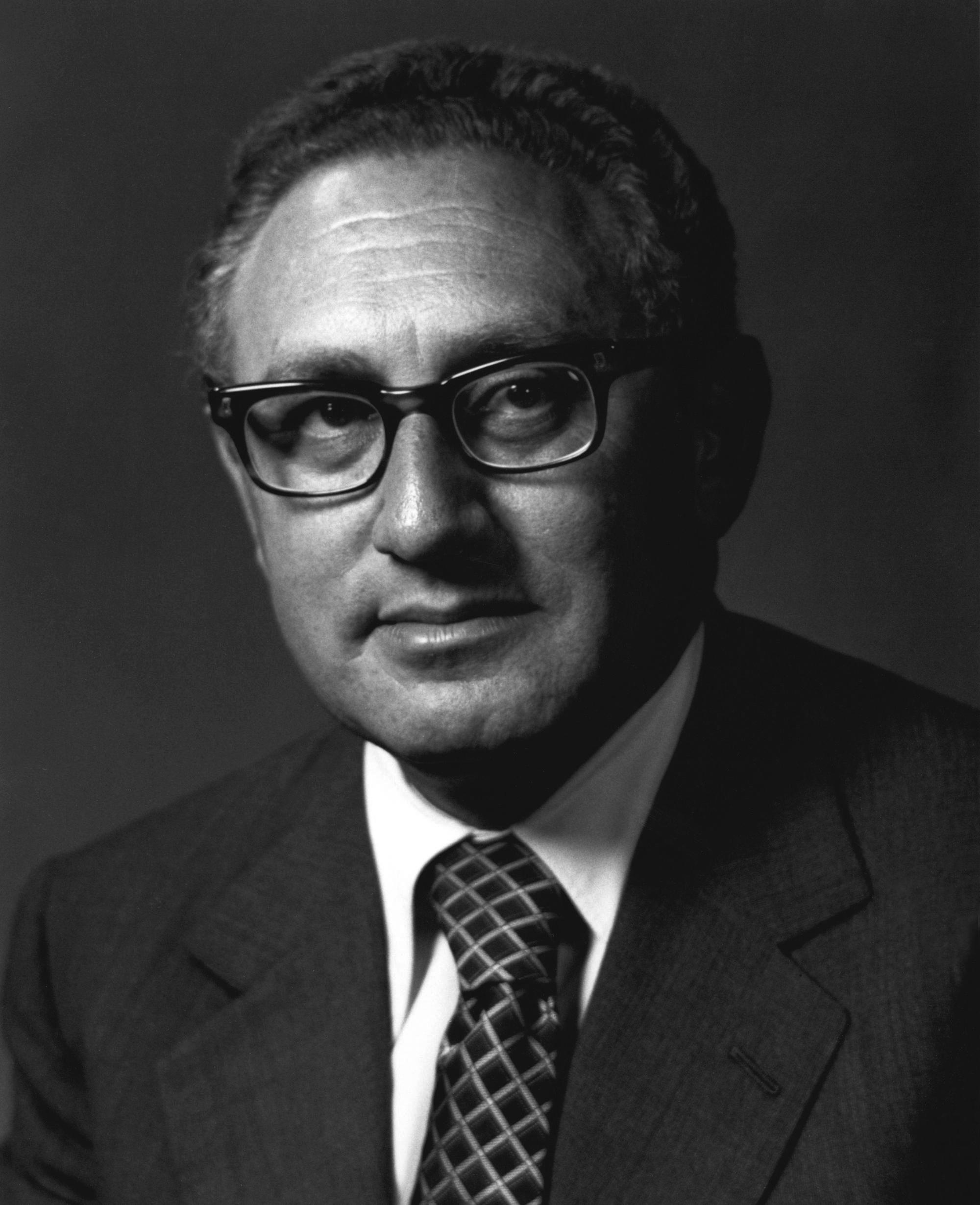
Henry Kissinger als US-Außenminister (1973)

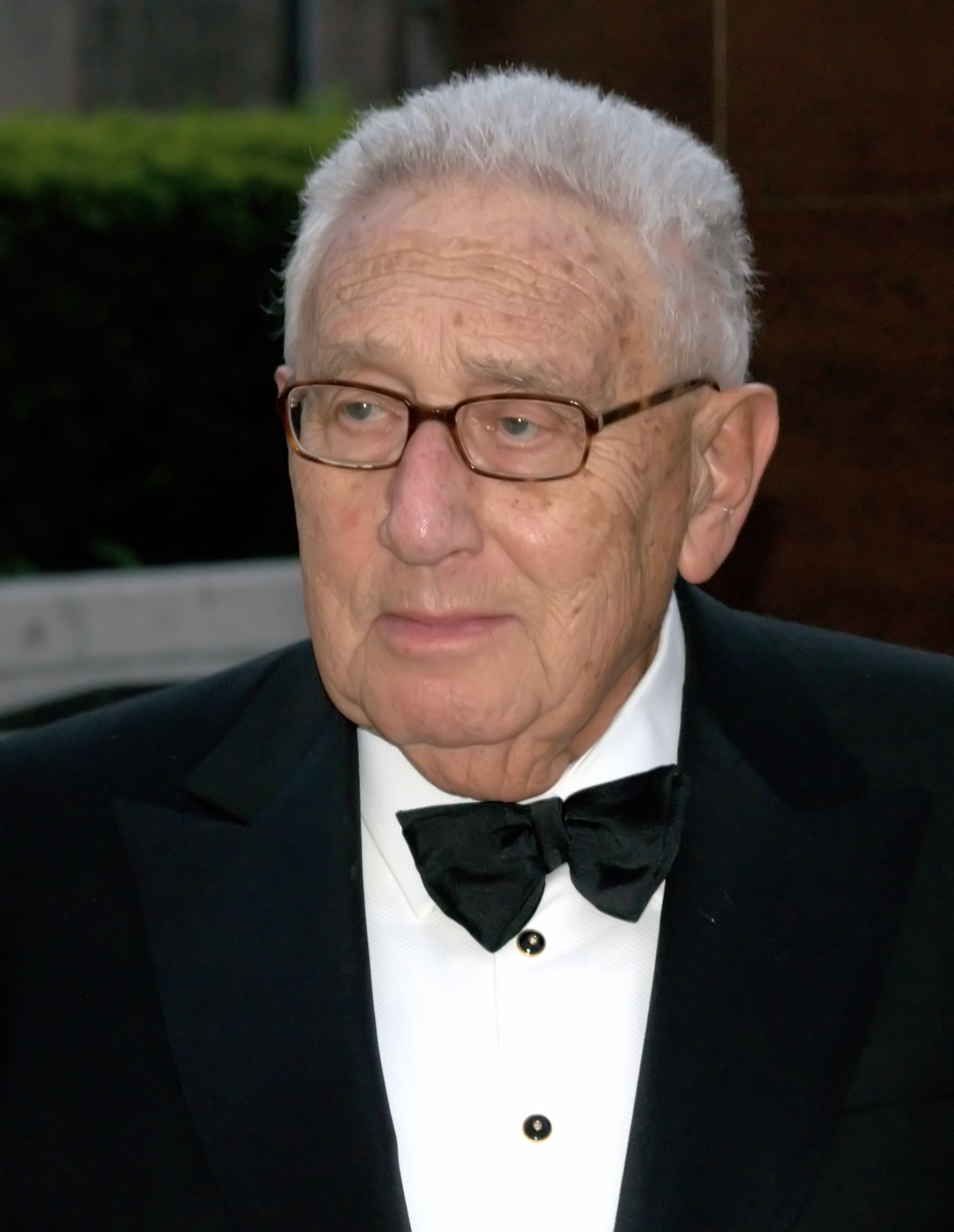
Henry Kissinger, 2009

Henry Alfred Kissinger (geboren am 27. Mai 1923 in Fürth, Bayern, Deutsches Reich als Heinz Alfred Kissinger; gestorben am 29. November 2023 in Kent, Connecticut, USA) war ein US-amerikanischer Politikwissenschaftler und Politiker der Republikanischen Partei. Als Nationaler Sicherheitsberater und Außenminister unter den Präsidenten Nixon und Ford hat er die Außenpolitik der Vereinigten Staaten zwischen 1969 und 1977 maßgeblich mitbestimmt.
Der Deutschamerikaner Kissinger, als Jude 1938 aus Nazi-Deutschland geflohen, war einerseits Vertreter einer harten, auch gewaltbereiten Realpolitik, andererseits einer der Architekten der Entspannung im Kalten Krieg. Er betrieb die Öffnung der US-Außenpolitik gegenüber China und war während des Jom-Kippur-Kriegs wesentlich am Zustandekommen eines Waffenstillstands zwischen Israel und Ägypten beteiligt.
Nachdem er zunächst die Intensivierung des Vietnamkriegs befürwortet hatte, handelte er ein Waffenstillstands- und Abzugsabkommen mit Nordvietnam aus. Dafür wurde ihm 1973 gemeinsam mit seinem Verhandlungspartner Lê Đức Thọ der Friedensnobelpreis verliehen. Nach seinem Ausscheiden aus der US-Regierung war Kissinger von 1977 bis 1981 als Direktor der Denkfabrik Council on Foreign Relations und als Unternehmensberater tätig.

## Leben

### Kindheit und Jugend

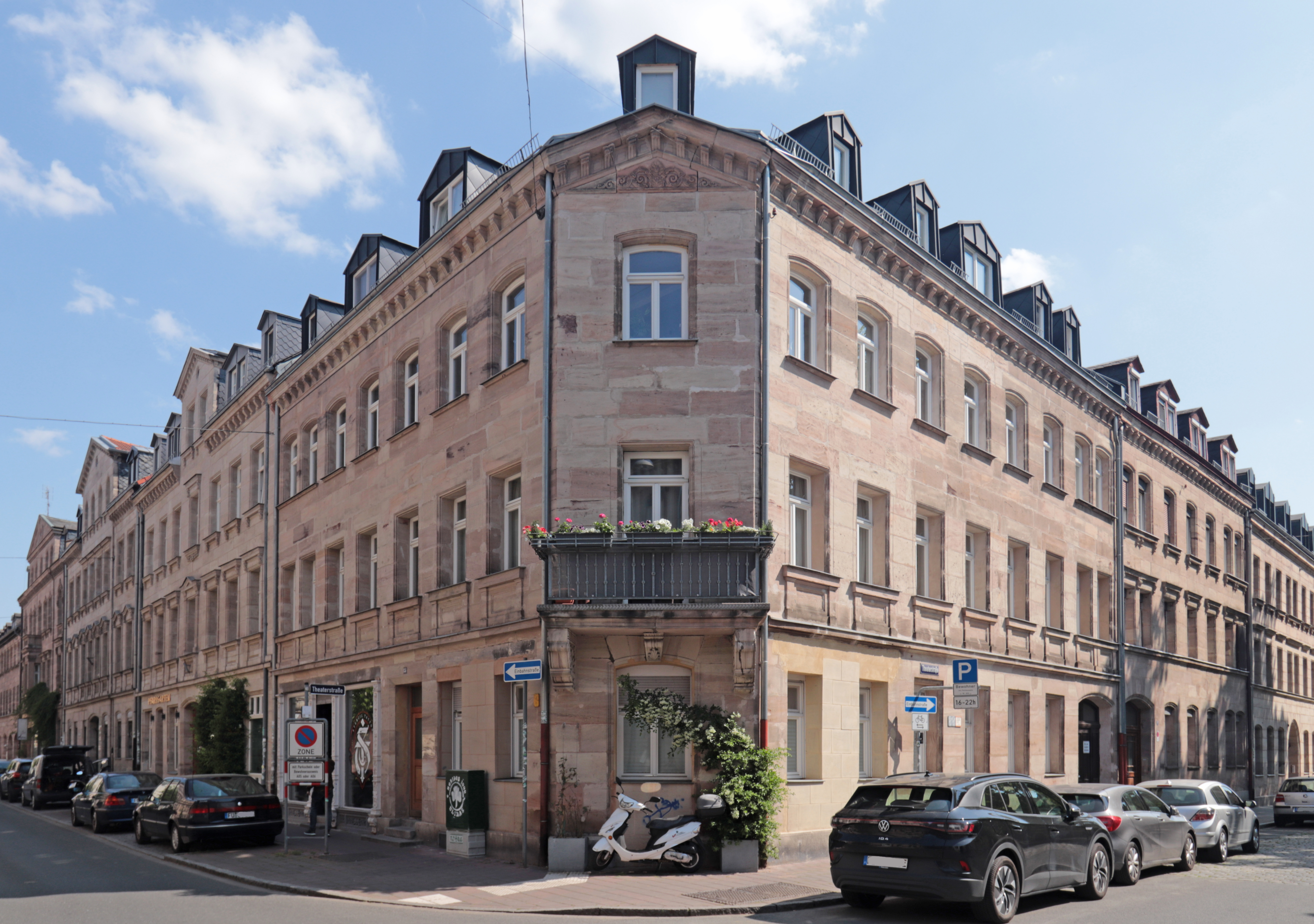
Geburtshaus in Fürth, die Kissingers wohnten im ersten Obergeschoss

Henry Kissinger wurde als Heinz Alfred Kissinger im mittelfränkischen Fürth in der Mathildenstraße 23 in eine jüdische Familie geboren. Sein Vater Louis Kissinger (1887–1982) unterrichtete am Fürther Lyzeum Geschichte und Geografie, seine Mutter Paula Kissinger (geb. Stern) (1901–1998) war die Tochter eines wohlhabenden jüdischen Viehhändlers. Kissingers Eltern waren orthodoxe Juden und gehörten dem patriotisch gesinnten Bürgertum an. Laut der Sendung Land und Leute des Bayerischen Rundfunks stammt der Nachname Kissinger von Henrys Ur-Ur-Großvater Meyer Löb. Dieser war 1795 nach (Bad) Kissingen umgezogen und hatte im Jahre 1817 den Namen der Kurstadt als Familiennamen angenommen.
Seine Kindheit verbrachte Henry Kissinger mit seinem ein Jahr jüngeren Bruder Walter Bernhard, der von 1924 bis 2021 lebte, in Fürth, wo die Familie von 1925 bis 1938 in der Marienstraße 5 wohnte. Kissinger war seit seiner Kindheit ein großer Fußballfan. Als Mitglied im Vorstand der North American Soccer League versuchte er später die Fußball-Weltmeisterschaft in die Vereinigten Staaten zu bekommen. Er spielte in der Jugend der SpVgg Fürth, deren Fan er bis zu seinem Tod war, wobei seine Begeisterung für den Sport allerdings größer als sein Talent gewesen sein soll. Später erinnerte er sich lebhaft daran, wie ihm 1933 als Neunjährigem mitgeteilt wurde, Adolf Hitler sei zum deutschen Reichskanzler ernannt worden, was sich als grundlegender Wendepunkt für die Familie Kissinger herausstellen sollte, wie Kissinger in einem Interview mit der BBC 2022 bekanntgab. Bereits vor der Machtergreifung durch die Nazis hatte Julius Streicher im Stürmer das Überleben der jüdischen Gemeinden von Nürnberg und Fürth in Frage gestellt. Die Gefahr, in der sie sich in Hitlerdeutschland befanden, wurde den jüdischen Gemeinden Mittelfrankens am 25. März 1934 durch das Palmsonntag-Pogrom von Gunzenhausen deutlich. Es stellte den größten antisemitischen Gewaltausbruch in Bayern bis zu den Novemberpogromen 1938, auch „Reichskristallnacht“, dar.
Während der NS-Herrschaft wurden Kissinger und seine Freunde regelmäßig von der Hitlerjugend drangsaliert und geschlagen, berichtet sein Profil auf biography.com. Kissinger widersetzte sich manchmal der durch die NS-Rassengesetze auferlegten sozialen Segregation, indem er sich in Fußballstadien schlich, um die Spiele seines Vereins zu sehen, was zu anschließendem Prügeln durch die Polizei oder die SA führte. Aufgrund der Judenverfolgung musste Kissingers Vater im Mai 1933 die Entlassung als Lehrer hinnehmen und Henry bald darauf das Gymnasium verlassen. Er besuchte danach eine Israelitische Realschule und anschließend ein jüdisches Weiterbildungsseminar in Würzburg. 106,9 Radio Gong berichtete am 30. November 2023 vom Fund einer Straßenkarteikarte mit der Adresse Sandbergerstraße 1 (wo sich die Israelitische Lehrerbildungsanstalt befand), die Kissinger als Schüler aufführt. Wann er nach Würzburg zog und wie lange er in Würzburg lernte, lässt sich laut 106,9 Radio Gong aus der Karte nicht schließen, nur, dass er am 14. Juli 1938 wieder auszog und in seine Heimatstadt Fürth zurückkehrte.
Am 20. August 1938 verließ Kissinger mit seinen Eltern und seinem Bruder Deutschland, um der nationalsozialistischen Verfolgung zu entfliehen. Für das Exil benötigten sie die Unterstützung eines in den Vereinigten Staaten lebenden Cousins. Von den in Deutschland gebliebenen Verwandten Kissingers kamen laut dem Historiker Bernd Greiner um die 30 Personen in den Vernichtungslagern ums Leben. Die Familie hielt sich nach der Emigration kurze Zeit in London auf, bevor sie am 5. September 1938 in New York City ankam. Kissinger ging mit seinem Bruder Walter in New York City, im damals deutsch-jüdisch geprägten Ortsteil Washington Heights von Manhattan, auf die George Washington High School. Seinen ausgeprägten deutschen Akzent im Englischen und seinen fränkischen Dialekt im Deutschen hatte er nie verloren – nach Aussagen seines Jugendfreundes Wilhelm Furtwangler in der Jerusalem Post aufgrund seiner jugendlichen Schüchternheit. In den Vereinigten Staaten änderte er seinen Vornamen von Heinz Alfred in Henry.

### Militärdienst im Zweiten Weltkrieg
Am 19. Juni 1943 erhielt Kissinger die Staatsbürgerschaft der USA, nachdem er im selben Jahr zum Militärdienst bei der U.S. Army eingezogen worden war. Im Jahre 1944 lernte Kissinger im Ausbildungslager Camp Claiborne (Louisiana) den damals 36-jährigen Juristen und Politologen Fritz G. A. Kraemer kennen, der wie er in der 84. US-Infanteriedivision diente und ebenfalls ein deutscher Emigrant war. Diese Begegnung wurde für Kissingers weiteren Weg prägend. „Während der folgenden Jahrzehnte beeinflusste Kraemer meine Lektüre und mein Denken, beeinflusste die Wahl meiner Universität, weckte mein Interesse für politische Philosophie und Geschichte, inspirierte meine akademischen Abschlussarbeiten (both my undergraduate and my graduate theses) und wurde überhaupt zu einem integralen und unverzichtbaren Teil meines Lebens. […] Seine Inspiration blieb mir sogar in den zurückliegenden 30 Jahren erhalten, als er nicht mehr mit mir reden wollte“, erklärte Kissinger nach Kraemers Tod im Jahre 2003.
Laut dem Ritchie Boy Vernon A. Walters erhielt Kissinger vor seinem Einsatz in Europa eine Ausbildung in militärischer Kriegsführung in Camp Ritchie in Maryland.
Der Zweite Weltkrieg brachte beide zurück nach Deutschland. Kissinger wurde zunächst Private (Soldat) in der G-Kompanie des 2. Bataillons der 84. US-Infanteriedivision. Da Kissinger Deutsch sprach, vermittelte ihn Kraemer zur militärischen Aufklärung innerhalb der Division. Ende 1944 wurde er der G-2 Section im Führungsstab der Division zugeteilt, kämpfte freiwillig gegen die Wehrmacht in der Ardennenoffensive, wurde als Special Agent beim 970. Counter Intelligence Corps (CIC) eingesetzt und zum Sergeant befördert.
Im März 1945 war er mit der 84. US-Infanteriedivision drei Wochen in Krefeld, ab dem 9. April in Hannover, wo er mehrere Gestapo-Beamte aufspürte und verhaftete, wobei er mit einem anderen Aufklärungsoffizier die Ermittlungen und Hausdurchsuchungen leitete. Hierfür erhielt er am 27. April den Bronze Star. Er war auch unter den Soldaten, die am 10. April das KZ-Außenlager Hannover-Ahlem befreiten. Vier Monate später erhielt er die Beförderung zum Staff Sergeant. Am 2. Mai war Kissinger Zeuge, als bei Bälow an der Elbe Einheiten der Roten Armee und der Amerikaner aufeinander trafen.

### Nachkriegszeit in Deutschland
Nach dem Kriegsende war er in Bensheim in der amerikanischen Besatzungszone stationiert und quartierte sich in unterschiedlichen Wohnungen und Häusern ein, unter anderem in der Residenz des Unternehmers Arthur Sauer. Laut dem Bergsträßer Anzeiger lebte er in dieser Villa eine Zeit lang zusammen mit einer deutschen Offizierswitwe. Der Biograph Niall Ferguson berichtet in diesem Zusammenhang von einer lokalen Überlieferung, laut der Kissinger mit der Tochter eines Bankiers mit jüdischen Wurzeln zusammen war, deren Mann in einem Konzentrationslager verschollen war. Von Bensheim aus arbeitete Kissinger bis April 1946 für das Counter Intelligence Corps (CIC). Das CIC hatte die Aufgabe, Kriegsverbrechen aufzuklären und die Entnazifizierung in Deutschland voranzutreiben.
Der Historiker Thomas Alan Schwartz schreibt, dass Kissinger „zum Alleinherrscher von Bensheim“ (absolute ruler of Bensheim) wurde, ausgestattet mit der „absoluten Befugnis, Menschen zu verhaften“ (absolute authority to arrest people). Allerdings zeigte Kissinger keine äußerlichen Zeichen der Rache gegen die deutsche Bevölkerung. Als sein Vater ihm schrieb, er solle streng mit den Deutschen umgehen, antwortete er ihm „irgendwo muss dieser Negativismus enden, irgendwo müssen wir etwas Positives hervorbringen, oder wir müssen für immer als Wächter über das Chaos hier bleiben“ (Somewhere this negativism must end, somewhere we must produce something positive or we’ll have to remain here as guardians over chaos, forever). Kissinger verwendete einen Ausdruck, von dem er hoffte, dass er die Besetzung am besten charakterisieren würde: „Beweist ihnen, dass ihr hier in Deutschland seid, weil ihr besser seid, und nicht, dass ihr besser seid, weil ihr hier seid“ (Prove to them that you are here in Germany because you are better, not that you are better because you are here). Er bezeichnete sich selbst als „Mr. Henry“ bzw. „Hr. Henry“, denn er „wollte nicht, dass die Deutschen denken, die Juden kämen zurück, um sich zu rächen“ (Because I didn’t want the Germans to think the Jews were coming back to take revenge).
Im Rahmen der Entnazifizierung empfahl er im Mai 1946 die Entlassung des überzeugten Nationalsozialisten Joachim Georg Boeckh aus dem Lehrkörper der Ruprecht-Karls-Universität Heidelberg, ohne sich jedoch durchsetzen zu können. Im gleichen Jahr besuchte er den Nürnberger Prozess gegen die Hauptkriegsverbrecher, als das Kreuzverhör von Ernst Kaltenbrunner stattfand. Gleichfalls 1946 wurde Kissinger auf sein Betreiben hin als Dozent an die U. S. Forces European Theater Intelligence School in Oberammergau versetzt. In Oberammergau war es seine Aufgabe, Offiziere dahingehend auszubilden, wie man Nazis aufspürt und unschädlich macht (how to find and root out Nazis). Da er selbst nur den Dienstgrad eines Sergeants hatte, entließ ihn die US Army vom Militärdienst und stellte ihn als zivilen Dozenten wieder ein. Dafür bekam er das – für damalige Verhältnisse – ansehnliche Jahresgehalt von 10.000 US-Dollar. Während seiner Oberammergauer Zeit verlegte sich der Schwerpunkt seiner Arbeit von der Entnazifizierung hin zum Kampf gegen kommunistische Unterwanderung.
In Oberammergau war Kissinger mit der deutschen Kollegin Leonie Harbert liiert. Diese Beziehung wurde von seinen Eltern abgelehnt, da Harbert nicht jüdischen Glaubens war. Von Oberammergau aus kehrte er 1947 in die Vereinigten Staaten zurück.

### Wissenschaftliche Karriere

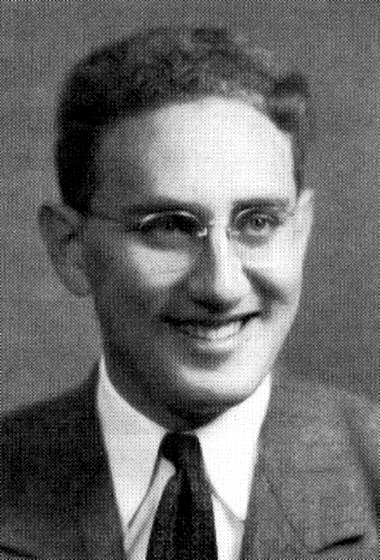
Kissinger in Harvard, 1950

Zurück in den Vereinigten Staaten studierte Kissinger am Harvard College Politikwissenschaft, an dem er 1950 seinen Bachelor erhielt. 1952 schloss er seinen Master ab und zwei Jahre später seine Promotion, jeweils an der Harvard University. Seine Dissertation wurde später unter dem Titel A World Restored: Metternich, Castlereagh and the Problems of Peace 1812–1822 veröffentlicht und wurde ein Standardwerk der Geschichtsschreibung, wobei Kissinger die Abhandlung unter der Prämisse der aktuellen politischen Lage geschrieben hatte, da er Parallelen zwischen seiner und Metternichs Zeit sah. Von 1954 bis 1971 war er Mitglied des Lehrkörpers in Harvard sowie Mitarbeiter im Department of Government. Kissingers politische Karriere profitierte sehr von den Kontakten, die er als Leiter des Harvard International Seminar knüpfte, einer Summer School für Nachwuchsführungskräfte aus aller Welt. Ab 1954 bearbeitete er die Frage nach der militärischen Herausforderung der USA durch die Sowjetunion für sein Werk Nuclear Weapons and Foreign Policy, das er 1957 veröffentlichte. Darin wendete er sich gegen die von John Foster Dulles vertretene Linie der massiven Vergeltung im Fall eines sowjetischen Angriffs auf die NATO. Stattdessen skizzierte er für dieses Szenario eine flexible Antwort von konventionellen Streitkräften und (nötigenfalls) kleineren, taktischen Atomwaffen. Von 1957 bis 1960 war Kissinger Direktor des Harvard Center for International Affairs und von 1958 bis 1969 Direktor des Harvard Defense Studies Program. Von 1950 bis 1960 war er außerdem Berater der Behörde für Waffenentwicklung beim Vereinigten Generalstab und von 1961 bis 1968 Berater der US-Agentur für Waffenkontrolle und Abrüstungsfragen. Im Jahr 1977, nach seinem Ausscheiden aus der Politik, nahm er eine Professur für Internationale Diplomatie an der Georgetown University in Washington, D.C. an.
Einen wesentlichen Einfluss auf Kissingers Denken übte das Werk des deutschen Philosophen Oswald Spengler aus. Spenglers pessimistisches Weltbild und seine Ablehnung des Rationalismus in Politik und Geschichte waren auch kennzeichnend für Kissingers Konzeption von Realpolitik. Ähnlich wie Spengler sah auch Kissinger die größte Gefahr für eine Zivilisation darin, dass rationalistisch-abwägende „Faktenmenschen“ das Moment des kreativen und risikobereiten menschlichen Handelns so stark zurückdrängen könnten, dass dadurch ein Staat faktisch handlungsunfähig würde. Im Gegensatz zu Spengler, der in seinem Geschichtsbild eine solche Entwicklung als unvermeidbar betrachtete, zog Kissinger daraus andere Schlüsse:

„Spengler hat nur die Tatsache des Untergangs und nicht ihre Notwendigkeit beschrieben. Es gibt jedoch einen Grenzbereich zwischen Notwendigkeit und Zufall, innerhalb dessen der Staatsmann ausdauernd und intuitiv Entscheidungsmöglichkeiten wahrnehmen muss, um das Schicksal seines Volkes zu gestalten“

Der Politikwissenschaftler Stanley Hoffmann, der Kissinger von der Harvard University her persönlich kannte, zeichnete diesen als einen Machiavellisten, der zum Erhalt des Staates „Rücksichtlosigkeit und Täuschung auf Kosten von auswärtigen und inneren Feinden“ als notwendig ansah. Viele, die über ihn schrieben, gingen davon aus, dass Kissinger Metternich und Otto von Bismarck zum Vorbild hatte, über die Kissinger in den 1950er und 1960er Jahren Bücher veröffentlichte. Sein Biograph Niall Ferguson kommt dem widersprechend zu dem Schluss, dass er weniger ein Realpolitiker als vielmehr ein Idealist gewesen sei. Er nahm Kissinger beim Wort, der es ablehnte, wenn er mit Machiavelli oder Metternich in Verbindung gebracht werde, und eher Baruch de Spinoza und Immanuel Kant als seine wichtigste Inspiration angab. So habe ihn die Flucht aus dem Dritten Reich gelehrt, dass die Appeasement-Politik von Stanley Baldwin und Neville Chamberlain, die sich beide als „harte Realisten“ angesehen hätten, Hitler nicht gestoppt hatte. Zudem sei Kissinger durch die idealistische Geschichtsphilosophie von Kant geprägt worden. Drittens habe er sowohl den historischen Materialismus des Marxismus-Leninismus als auch den ökonomischen Determinismus des Kapitalismus abgelehnt, sei also ein „Antimaterialist“ gewesen.

### Politische Laufbahn

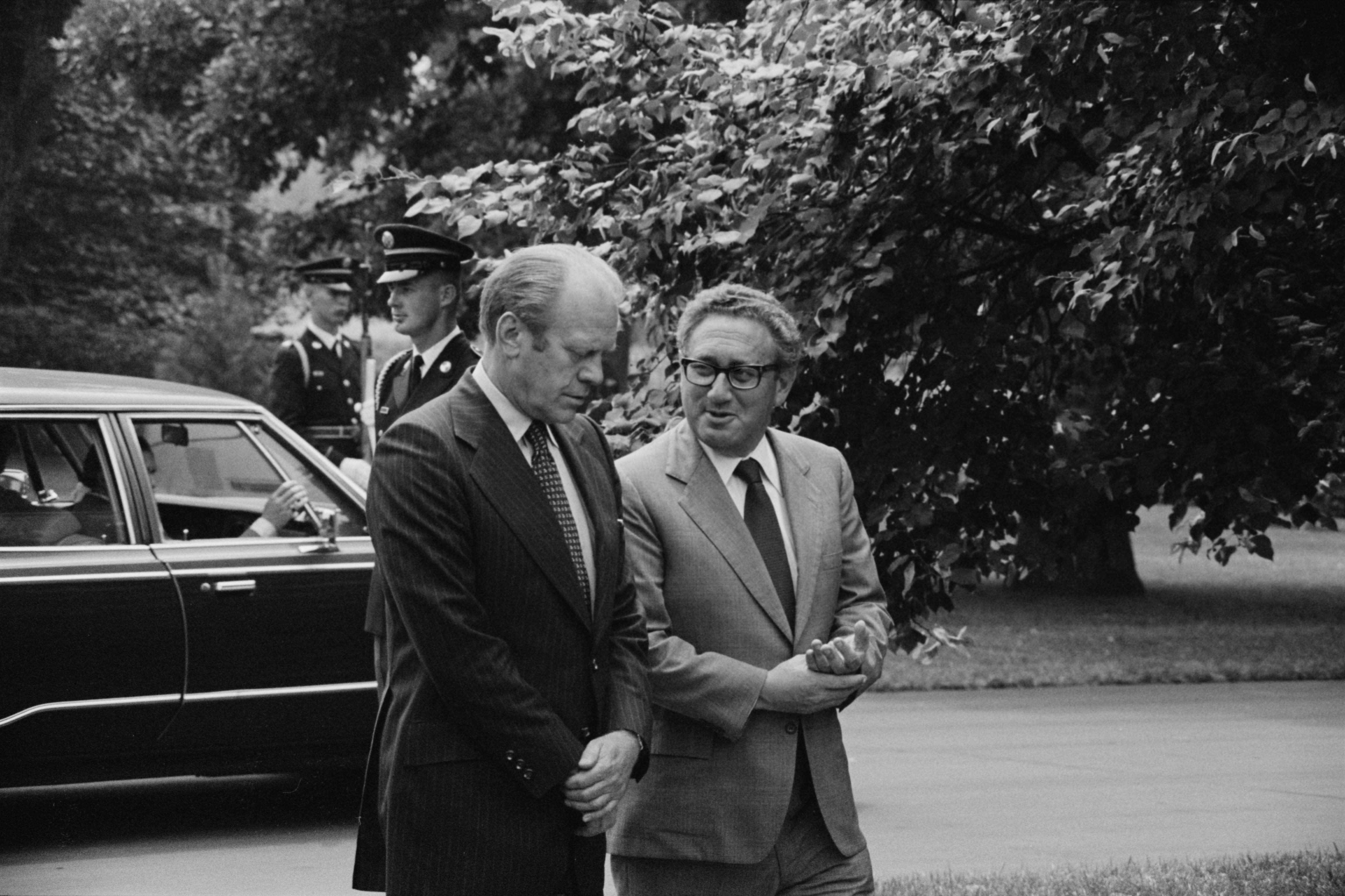
Kissinger mit Präsident Ford vor dem Weißen Haus, August 1974

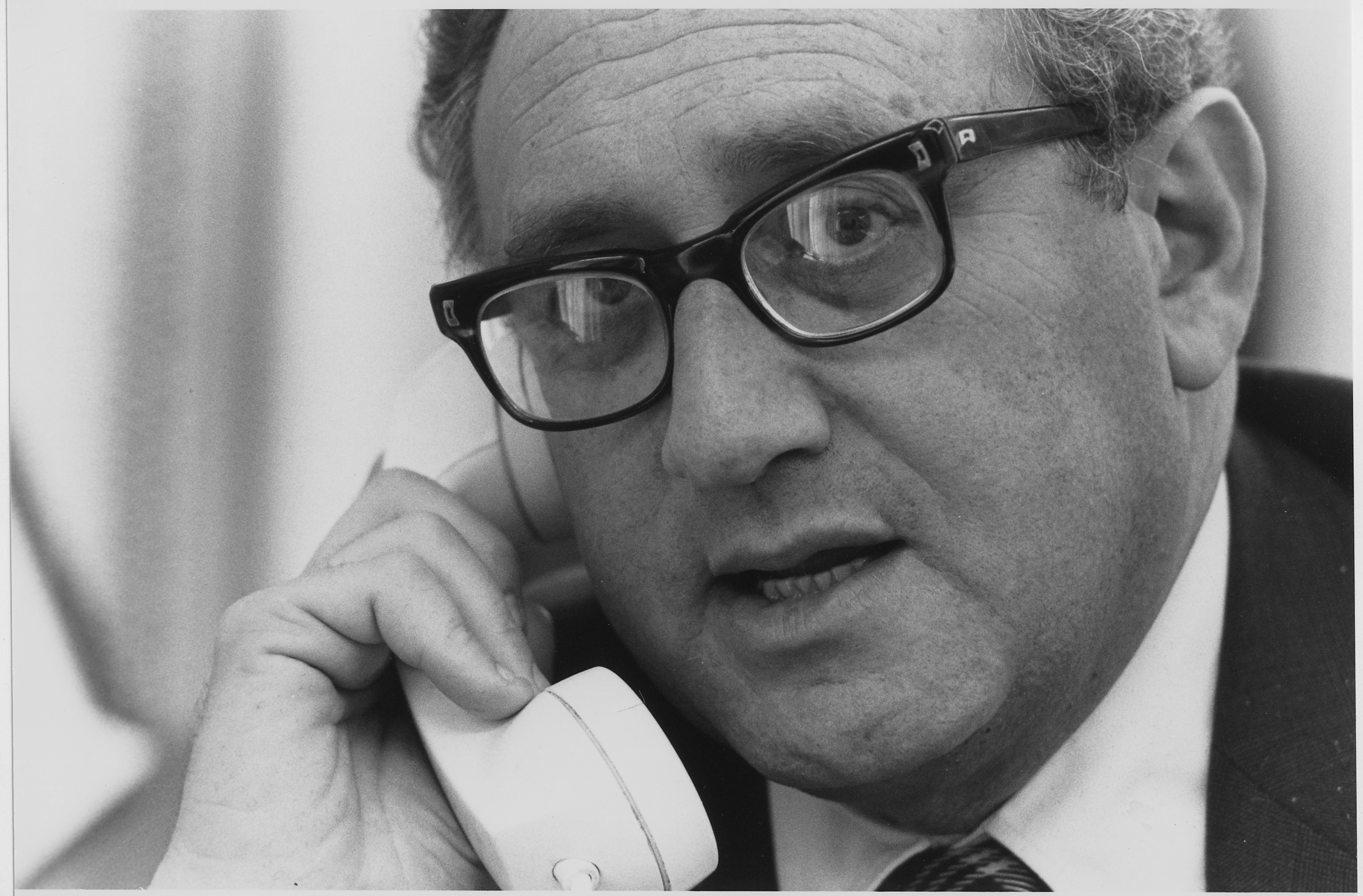
Henry Kissinger im Weißen Haus, April 1975

Erste politische Erfahrung sammelte Henry Kissinger als Berater des New Yorker Gouverneurs Nelson Rockefeller ab 1957. In der Folge wurde sein Rat auch von den US-Präsidenten John F. Kennedy, Lyndon B. Johnson und Richard Nixon gesucht; von Kennedy und Johnson sah sich Kissinger jedoch immer wieder auf Abstand gehalten.
Nachdem Nixon 1968 zum Präsidenten gewählt wurde, traf er sich mit Kissinger in New York und skizzierte Kissinger seine Pläne, in seiner Regierung einen Apparat zu installieren, der die Außenpolitik unabhängig von den etablierten Stellen betrieb. Nixon hatte aufgrund früherer negativer Erfahrungen kein Vertrauen in das State Department oder die dort Beschäftigten, die ihn in seiner Sicht als Vizepräsident mit Missachtung behandelt hatten. Kissinger wurde wenige Tage später Nationaler Sicherheitsberater (National Security Advisor) in Nixons Administration.
Seine Amtszeit fällt in eine Periode, die nach der Ansicht der US-Politik und der Öffentlichkeit von einem Niedergang des amerikanischen Einflusses in der Welt geprägt wurde, während die Sowjetunion als Aufsteiger angesehen wurde. Der sich durch Misserfolge hinziehende Vietnamkrieg fiel zusammen mit Enthüllungen über Machtmissbrauch der US-Politik und der Geheimdienste, aber auch die Ölpreiskrise und die Grenzen des Wachstums ließen die Aussichten der westlichen Supermacht schrumpfen.  Diese pessimistische Lageeinschätzung gilt als Grund für Kissingers Realpolitik, die Interessen über Werte stellte und Verbündete nicht nach ihrer Menschenrechtsbilanz beurteilte.
Bereits nach wenigen Tagen im Amt begann Kissinger damit, Nixons Pläne auszuführen, die Dominanz des Weißen Hauses bei der Implementierung der künftigen Außenpolitik abzusichern und das State Department auszuklinken. Kissinger stellte zunächst gegenüber den Mitarbeitern des State Department sicher, dass der Zugang zu Nixon nur über ihn führte. Umgekehrt machte Nixon gegenüber dem sowjetischen Botschafter Anatoli Dobrynin beim ersten Gespräch klar, dass er sensible Themen nicht mit dem State Department, sondern mit Kissinger besprechen solle. Anders als Nixon, der Loyalität vor allem anderen schätzte, umgab sich Kissinger mit einer Gruppe von Mitarbeitern, die ihre Fähigkeiten bereits unter Beweis gestellt hatten. Die wichtigsten Personen in Kissingers Team waren zunächst Lawrence Eagleburger, Alexander Haig, Morton Halperin und Helmut Sonnenfeldt. Eagleburger schied nach wenigen Monaten aus, da er gesundheitlich nicht dem hohen Arbeitspensum gewachsen war.
Im Juli (und erneut im Oktober 1971) unternahm Kissinger geheime Reisen in die Volksrepublik China, um in Gesprächen mit dem damaligen Premierminister Zhou Enlai den Weg für Nixons Besuch und eine Normalisierung der Beziehungen zwischen China und den USA zu bereiten (siehe Ping-Pong-Diplomatie). Diese Verhandlungen führten dazu, dass Kissinger den diplomatischen Ehrentitel Alter Freund des chinesischen Volkes erhielt.
Im selben Jahr bereiste er auch die Sowjetunion, wo er in Moskau das erste Abkommen zur Rüstungsbegrenzung zwischen den USA und der Sowjetunion vorbereitete. Er etablierte eine Politik der Entspannung zwischen beiden Staaten und war der amerikanische Unterhändler in den Strategischen Rüstungsbegrenzungsgesprächen, die im SALT-I-Vertrag gipfelten, sowie für den ABM-Vertrag zur Begrenzung strategischer Raketen (Anti Ballistic Missiles).
Ab Januar 1972 traf sich Kissinger mit dem nordvietnamesischen Unterhändler Lê Đức Thọ zu offiziellen Friedensgesprächen in Paris, um die Bedingungen für eine Beendigung des Vietnamkriegs auszuloten. Bereits in den Jahren zuvor war es zu mehreren Geheimtreffen der beiden gekommen. Weil Hanoi bei den Präsidentschaftswahlen in diesem Jahr keine Chance für Nixons Herausforderer George McGovern sah, war es zu diesem Schritt bereit gewesen. Am 26. September und am 10. Oktober fanden beide Seiten zu entscheidenden Kompromissen, die jedoch vom Präsidenten Südvietnams, Nguyễn Văn Thiệu, abgelehnt wurden. Um sowohl auf Hanoi als auch Saigon politischen Druck aufzubauen, erklärte Kissinger am 25. Oktober, dass ein Friedensschluss kurz bevorstehe. Durch seinen klaren Wahlsieg bestärkt, befahl Nixon die Operation Linebacker II zur Verbesserung der Ausgangslage Südvietnams bei einem amerikanischen Rückzug. Allerdings brachte das „Weihnachtsbombardement“ keinen nennenswerten Änderungen in den Vertragsbedingungen. Am 27. Januar 1973 wurde schließlich der Friedensvertrag von Paris (Paris Peace Accords) von Nord- und Südvietnam, den Vietkong sowie den Vereinigten Staaten unterschrieben. Der Krieg dauerte jedoch noch bis 1975, da Lê Đức Thọ die weitere Einmischung und Waffenlieferung der USA an die südvietnamesischen Truppen mit weiteren Kriegshandlungen beantwortete. Beide Politiker erhielten 1973 für den Vertrag den Friedensnobelpreis, den Lê Đức Thọ jedoch – im Gegensatz zu Kissinger – ablehnte, da der Krieg zu dieser Zeit noch andauerte.
Im September 1973 übernahm Kissinger unter Richard Nixon als Nachfolger von William P. Rogers das Amt des Außenministers.

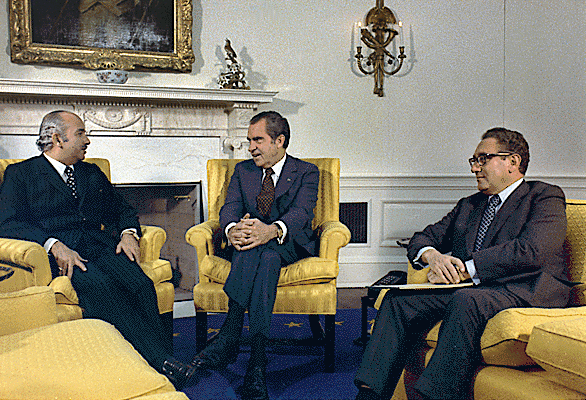
Von links nach rechts: Der ägyptische Außenminister Ismail Fahmi, Richard Nixon und Kissinger im Weißen Haus, eine Woche nach Beendigung des Jom-Kippur-Krieges, 31. Oktober 1973

Von 1973 bis 1974 spielte Kissinger eine große Rolle in den Friedensbemühungen zwischen Israel und den arabischen Ländern, vor allem Syrien. Er handelte das Ende des Jom-Kippur-Krieges aus, der mit Ägyptens und Syriens Versuch der Rückeroberung des im Sechstagekrieg an Israel verlorenen Sinai bzw. der Golanhöhen begonnen hatte, und initiierte mit der Genfer Nahostkonferenz ein erstes direktes Zusammentreffen der Kontrahenten sowie eine Reihe von Interimsabkommen, die dem langfristigen Ziel der Umsetzung der UNO-Resolution 338 dienten. Kissingers intensive Reisetätigkeit zwischen den Konfliktparteien führte zur Entstehung des damals viel gebrauchten Begriffes Pendeldiplomatie (Shuttle Diplomacy).
Kissinger ist einer der geistigen Väter der Roadmap, der Übereinkunft zwischen dem Präsidenten der palästinensischen Autonomiegebiete Arafat und Israels Ministerpräsident Rabin im palästinensisch-israelischen Konflikt. Er war es auch, der Mubarak zu der entscheidenden Vermittlerrolle zwischen Israel und der palästinensischen Autonomiebehörde drängte. Hierbei verstand es Kissinger auch, die Regierung der Bundesrepublik Deutschland zur Vermittlung im Nahostkonflikt zu bewegen.
Im Kabinett von Gerald Ford behielt er das Amt des Außenministers. Während der Ford-Jahre arbeitete er sehr eng und vertrauensvoll mit der deutschen Regierung Schmidt/Genscher zusammen. Nicht zuletzt seiner Rückendeckung war es zu verdanken, dass Bonns Interesse an „unverletzlichen“, aber nicht „unveränderlichen“ Grenzen in Europa Eingang in die KSZE-Schlussakte fand. Durch die ausdrückliche Anerkennung der Möglichkeit friedlichen Wandels blieb somit die Option auf eine deutsche Wiedervereinigung gewahrt.
Mit der Amtsübernahme des US-Präsidenten Jimmy Carter im Jahre 1977 schied Henry Kissinger aus der Regierung aus und zog sich weitestgehend aus dem politischen Leben zurück. Die Globalisierung kennzeichnete er wie folgt: „Globalisierung ist nur ein anderes Wort für US-Herrschaft.“ Er unterstützte die Präsidentschaftskandidatur Ronald Reagans 1980 und wurde nach dessen Wahl auch in dessen Beraterstab aufgenommen. In der Folgezeit blieb er jedoch politisch weitgehend einflusslos. Im Vorfeld der Präsidentschaftswahlen 2000 trat er als Unterstützer von John McCain auf. Später beriet er George W. Bush.

### Ruhestand

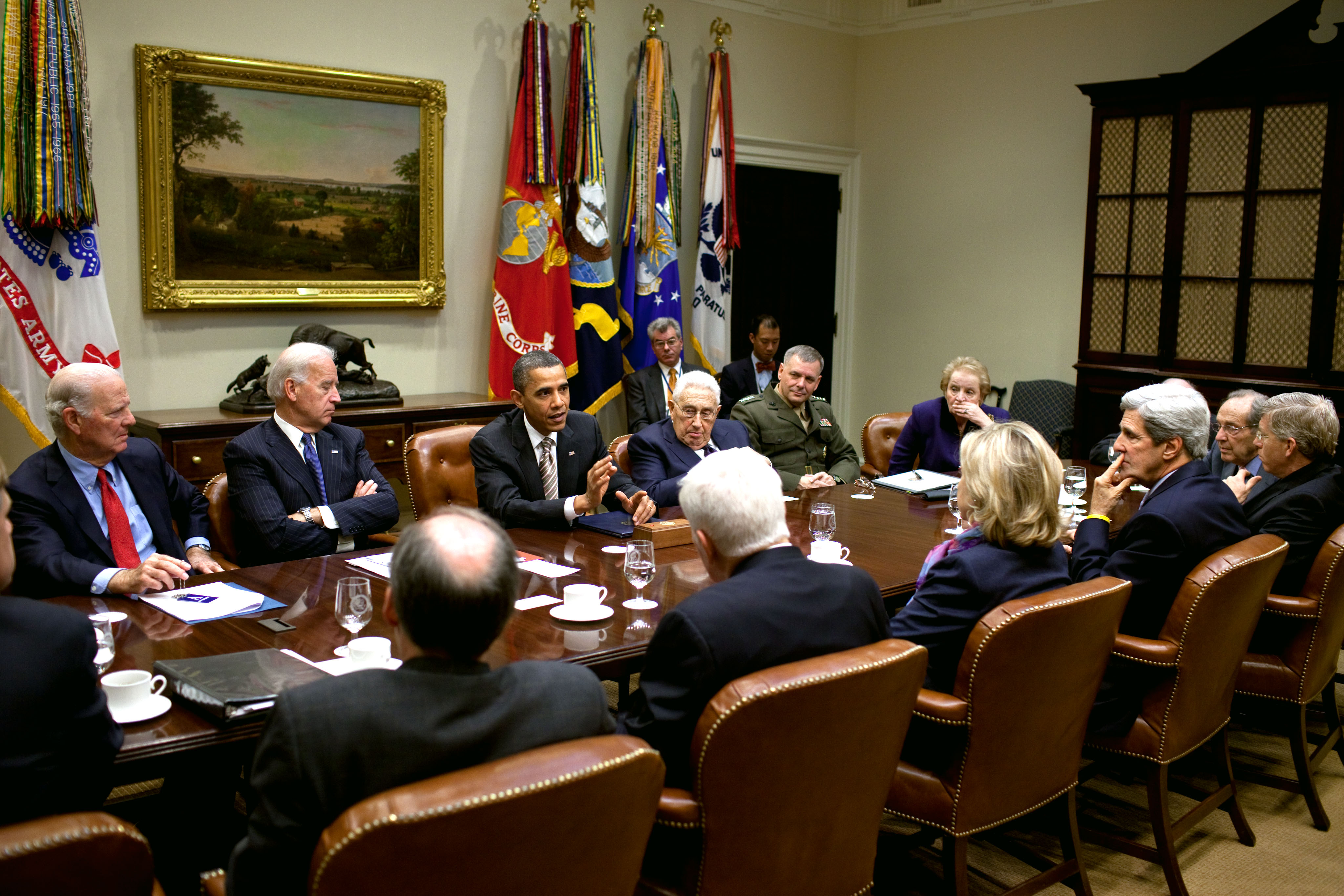
Kissinger an der linken Seite von Präsident Obama, bei Vorgesprächen über ein neues START-Abkommen, 2010

Kissinger gründete 1982 das Beratungsunternehmen Kissinger Associates, dessen Präsident er war. Er war in den Jahren 1997 bis 1999 Mitglied im Aufsichtsrat des Flugzeugherstellers Gulfstream Aerospace und der Chicagoer Zeitungsgruppe Sun-Times Media Group. Im Jahr 2000 ernannte ihn der damalige indonesische Präsident Abdurrahman Wahid zum politischen Berater. Nach dem Ende seiner Amtszeit veröffentlichte er seine Memoiren White House Years und Years of Upheaval und zahlreiche „Opposite Editorials“ in verschiedenen Zeitungen, unter anderem der New York Times.
Kissinger war Mitglied im Council on Foreign Relations und regelmäßiger Teilnehmer der Bilderberg-Konferenzen. Ab 1996 gehörte er dem wissenschaftlichen Beirat der bundesunmittelbaren Otto-von-Bismarck-Stiftung an. 2011 veröffentlichte er sein Buch über China (China: Zwischen Tradition und Herausforderung); im gleichen Jahr nahm er gemeinsam mit Fareed Zakaria, Niall Ferguson und David Daokui Li an einer Munk-Debatte in Toronto teil, in der er sich gegen die These verwahrte, dass China das 21. Jahrhundert beherrschen werde.
Am 23. November 2015 hielt er auf Deutsch eine Trauerrede im Rahmen des Staatsaktes für den verstorbenen Altkanzler Helmut Schmidt in der Hamburger Hauptkirche Sankt Michaelis. Am 1. September 2018 hielt er in der Washington National Cathedral eine Trauerrede auf John McCain vor 3.000 geladenen Gästen, darunter die Ex-Präsidenten Obama und George W. Bush.

### Stiftungsprofessur an der Universität Bonn
Zum Anlass des 90. Geburtstages von Henry Kissinger gaben der deutsche Verteidigungsminister Thomas de Maizière und Außenminister Guido Westerwelle 2013 bekannt, zu Kissingers Ehren eine Stiftungsprofessur an der Rheinischen-Friedrich-Wilhelms-Universität Bonn zu gründen. Die Professur ist auf jeweils fünf Jahre angelegt und wird durch das Auswärtige Amt sowie das Bundesverteidigungsministerium finanziert. Mit der Professur wollen die Minister sicherstellen, „dass die außerordentlichen Leistungen Henry Kissingers auf den Gebieten der Diplomatie, Strategie und der transatlantischen internationalen Beziehungen die sicherheits- und verteidigungspolitische Debatte dauerhaft beflügeln.“
Rektor Jürgen Fohrmann und Kanzler Reinhardt Lutz begrüßten die Entscheidung, Widerstand gab es von der grünen Hochschulgruppe Bonn. Bündnis 90/Die Grünen reichten im Bundestag eine kleine Anfrage zur Professur ein, Grüne und Linke stellten sich auf kommunaler Ebene gegen die Professur. Die Bundeswehruniversitäten wünschten sich die öffentlichkeitswirksame Professur an einer ihrer Universitäten. Die Professur mit dem Namen „Henry-Kissinger-Stiftungsprofessur für Governance und Internationale Sicherheit“ wurde Ende 2014 durch den ehemaligen Botschafter James D. Bindenagel besetzt. Seit April 2020 ist der Historiker Ulrich Schlie Inhaber des Lehrstuhls.

### Privates

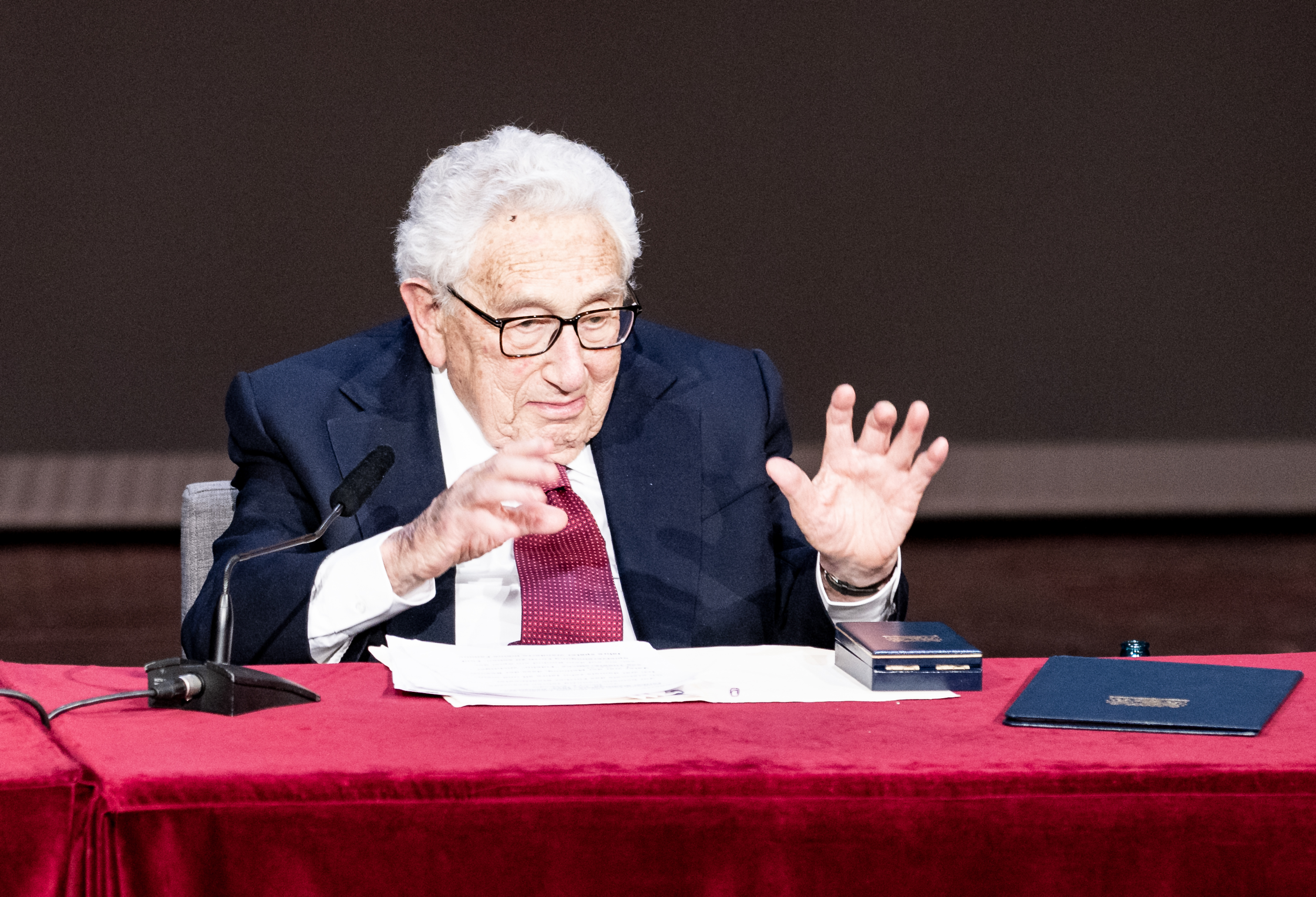
Henry Kissinger im Alter von 100 Jahren im Juni 2023

Von 1949 bis 1964 war Kissinger mit Anneliese „Ann“ Fleischer (* 1925 in Fürth) verheiratet. Aus der geschiedenen Ehe stammen die Kinder Elizabeth und David. 1955 hatte er die Schriftstellerin Ingeborg Bachmann kennengelernt; sie unterhielten eine mehrjährige Liebesbeziehung. Ab 1974 war er mit Nancy Sharon Maginnes (* 1934) verheiratet. 1982 musste Kissinger sich einer Dreifach-Bypass-Operation unterziehen.
Seit seiner Jugend war Kissinger Anhänger des Fußballclubs SpVgg Fürth. Nachdem der Verein im April 2012 erstmals den Aufstieg in die 1. Bundesliga geschafft hatte, löste er ein früheres Versprechen ein und saß beim zweiten Heimspiel gegen den FC Schalke 04 im September 2012 auf der Tribüne.
Kissinger war ab 1998 Ehrenbürger seiner Heimatstadt Fürth und wurde 2007 Gründungsmitglied der Bürgerstiftung Fürth. 2010 reiste er nach Fürth, wo er unter anderem sein Geburtshaus und seine ehemalige Schule besuchte. Ferner wohnte er der Enthüllung seines ihm zu Ehren angefertigten Porträts im Fürther Rathaus bei. Zuletzt besuchte er Fürth im Juni 2023 anlässlich seines hundertsten Geburtstags, wo er mit einem Festakt geehrt wurde. Festredner waren unter anderem der ehemalige Bundestagspräsident Wolfgang Schäuble, der bayerische Ministerpräsident Markus Söder und der frühere Leiter der Münchner Sicherheitskonferenz und Botschafter in den USA Wolfgang Ischinger.
Henry Kissinger starb am 29. November 2023 im Alter von 100 Jahren in seinem Haus in Connecticut.

## Positionen

### Resumé zur Weltordnung
Kissinger sah in seinem 2014 erschienenen Werk Weltordnung die Westfälischen Prinzipien als bis heute wirksame Grundlage der weltweiten Beziehungen der Staaten untereinander. Der Westfälische Friede habe 1648 einer pragmatischen Anpassung an die Realität entsprochen und keineswegs einer einzigartigen moralischen Einsicht. Das heutige, nunmehr globale Westfälische System – das wir umgangssprachlich als Weltgemeinschaft bezeichnen – ist darauf gerichtet, den an sich anarchischen Charakter der Welt durch ein umfangreiches Netz internationaler Rechts- und Ordnungsstrukturen zu bändigen. Die heutigen Herausforderungen bei der Weiterentwicklung der Weltordnung würden, so Kissinger, bedeuten, dass das Westfälische System modernisiert und an neue Realitäten angepasst werden muss.

### Aussagen zum Ukraine-Krieg
Im Mai 2022 sprach Kissinger vor dem Weltwirtschaftsforum über die russische Invasion in der Ukraine im Jahr 2022 und plädierte für eine diplomatische Einigung, die den Status quo ante bellum wiederherstellen sollte, was die Krim und die besetzten Gebiete der Ukraine effektiv unter russische Kontrolle geben würde. Kissinger forderte die Ukrainer auf, „den Heldenmut, den sie gezeigt haben, mit Weisheit zu überbieten“, und argumentierte, dass die Fortsetzung des Krieges über diese Ziele hinaus „nicht um die Freiheit der Ukraine gehen würde, sondern um einen neuen Krieg gegen Russland selbst.“
Der ukrainische Präsident Wolodymyr Selenskyj lehnte Kissingers Vorschläge ab und sagte, dass die Ukraine einem Frieden nicht zustimmen werde, bis Russland bereit sein werde, die Krim und die Donbass-Region an die Ukraine zurückzugeben. Selenskyj warf Kissinger vor, eine ähnliche Position zu vertreten wie Hitler gegenüber der Tschechoslowakei, die nach der Münchener Konferenz von 1938 Gebiete abtreten musste. Im Januar 2023 präzisierte Kissinger, dass die Ukraine dabei unterstützt werden müsse, den Zustand vor der Eskalation des Kriegs bis 2021 wiederherzustellen. Auch solle die NATO die Ukraine aufnehmen.
Im Mai 2023 sagte Kissinger in einem Interview, der russische Angriff müsse „zurückgeschlagen werden“, und er befürworte den Widerstand der Ukraine und des Westens. Er sei jedoch weiterhin der Auffassung, „dass es nicht klug war, die Aufnahme aller Länder des ehemaligen Ostblocks in die NATO mit der Einladung an die Ukraine zu verbinden, ebenfalls der NATO beizutreten“. Mittlerweile sei er allerdings dafür, die Ukraine nach Kriegsende in die NATO aufzunehmen, da es jetzt „keine neutralen Zonen mehr zwischen der NATO und Russland“ gebe. Zugleich kritisierte er den Haftbefehl des Internationalen Strafgerichtshofs gegen Wladimir Putin, denn es werde „unmöglich, oder sehr viel schwieriger, einen Krieg zu begrenzen, wenn man den Ausgang des Krieges mit dem persönlichen Schicksal eines politischen Führers verknüpft“.

## Kritik
Kissingers langjährige Tätigkeit an zentralen Schaltstellen der US-amerikanischen Außenpolitik wurde wie diese auch intensiv kritisiert. Insbesondere Kissingers Rolle beim Putsch in Chile am 11. September 1973 sowie seine Rolle bei der Operation Condor führten bis heute zu mehreren gerichtlichen Vorladungen in verschiedenen Ländern, denen Kissinger allerdings nie nachgekommen ist. Im Jahr 2001 veröffentlichte der Journalist Christopher Hitchens sein Buch Die Akte Kissinger (orig. The Trial of Henry Kissinger), in dem er zahlreiche Vorwürfe gegen Kissinger erhob. Das Buch ist die Grundlage des Dokumentarfilms Angeklagt: Henry Kissinger.
Auch unter ehemaligen Mitarbeitern wird Kissinger zumindest im Nachhinein kritisch beurteilt. So sagte beispielsweise Roger Morris über seinen einstigen Chef laut einem Beitrag auf WDR 5: „Wenn wir Henry Kissinger nach den gleichen Maßstäben beurteilen, wie wir es mit den anderen Staatschefs und Politikern in anderen Gesellschaften getan haben, zum Beispiel in Deutschland und Japan nach dem Zweiten Weltkrieg, dann wird er sicher irgendwann als Kriegsverbrecher verurteilt werden.“
Einige der von verschiedenen Seiten vorgebrachten Kritikpunkte sind die Unterstützung der USA für Militärputsche und menschenrechtsverletzende Diktaturen nicht nur in Lateinamerika, die Unterstützung der völkerrechtswidrigen Invasion Osttimors durch Indonesien 1975 und die vor der Öffentlichkeit verborgen gehaltene Bombardierung des neutralen Kambodschas in der Endphase des Vietnamkriegs.

### Bombardierung Kambodschas
Kissinger, der als einflussreichster Politiker unter dem Präsidenten Nixon galt, organisierte die amerikanische Außenpolitik über den Nationalen Sicherheitsrat, teilweise unter Umgehung des Außenministeriums. Entgegen der Wahlversprechen Nixons vor dessen Erstwahl 1968, den Vietnamkrieg zu beenden, forcierte die US-Regierung noch Angriffe auf den gegnerischen Vietcong. Durch die Kriegsausweitung kamen in den Folgejahren mehr als 100.000 Vietnamesen und mehr als 25.000 amerikanische Soldaten ums Leben. Im März 1969 wurde dabei auch das Gebiet des neutralen Kambodschas in der streng geheimen Operation Menu völkerrechtswidrig bombardiert, um dortige Nachschublinien der kommunistischen Nordvietnamesen zu zerstören. Auf die Veröffentlichung der geheimen Bombardierungen reagierten Nixon und Kissinger mit massiven, aber legalen Telefon-Abhöraktionen (nicht zu verwechseln mit den illegalen Watergate-Abhör-Aktionen). Diese richteten sich teilweise auch gegen engste Mitarbeiter Kissingers, um den bis heute unbekannten Informanten herauszufinden.
Laut Ben Kiernan töteten die Flächenbombardements etwa 50.000 bis 150.000 Menschen, weit überwiegend Zivilisten, und trugen dazu bei, einen großen Teil der Bevölkerung in die Arme der kambodschanischen kommunistischen Widerstandsbewegung Rote Khmer zu treiben. Von amerikanischen Boeing-B-52-Langstreckenbombern wurden von Januar bis August 1973 doppelt so viele Bomben über Kambodscha gegen Kämpfer der Roten Khmer, die auf die kambodschanische Hauptstadt vorrückten, abgeworfen, wie während des gesamten Zweiten Weltkriegs über Japan. Die Destabilisierung Kambodschas führte indirekt zum Kambodschanischen Bürgerkrieg, der 1975 zur Machtübernahme der Roten Khmer führte, die in der Folge bis 1979 einen Völkermord an der eigenen Bevölkerung mit 1,7 bis 2,2 Millionen Opfern begingen. Die geheime Ausweitung des Krieges entgegen den Wahlkampf-Versprechen Nixons führte zudem zu massiven Antikriegs-Demonstrationen in den USA, bei denen es auch zum tödlichen Schusswaffeneinsatz gegen demonstrierende Studenten kam (Kent-State-Massaker).

### Putsch in Chile 1973
Seit 1964 hatte die CIA in Chile eine Reihe verdeckter Operationen mit dem Ziel unternommen, die Wahl des Sozialisten Salvador Allende zum Staatspräsidenten zu verhindern. So kam es schon 1970 zur Ermordung des verfassungstreuen und zu Allende loyalen Generalstabschefs René Schneider. Nachdem diese Aktionen erfolglos geblieben waren und Allende 1970 Präsident geworden war, waren die USA zu massiven Geheimdienstoperationen übergegangen, mit dem Ziel, die chilenische Regierung zu destabilisieren und die Voraussetzungen für den Militärputsch vom 11. September 1973 zu schaffen. Die Verschwörergruppe war zuvor von der CIA mit Maschinengewehren und Tränengasgranaten ausgestattet worden.
Kissinger spielte eine entscheidende Rolle dabei, die US-Politik derart zu gestalten, dass Allende daran gehindert wurde, seine gewählte Regierung zu konsolidieren. Schon im Oktober 1970 versuchte er sicherzustellen, dass sich in der gesamtamerikanischen Politik eine Position der feindseligen Haltung gegenüber Allende durchsetzte («Assuring that the hostile approach prevailed was so important to Kissinger that he arranged for the NSC meeting to be postponed by a full day, so that he could get into the Oval Office for an hour to brief Nixon on how he should push the foreign policy bureaucracy toward a regime change posture.»).
Im September 2001 setzten Familienangehörige des 1970 ermordeten General Schneider eine Zivilklage gegen Kissinger in Gang; im November 2002 verklagten elf Folteropfer des Pinochet-Regimes Kissinger und die amerikanische Bundesregierung auf Schmerzensgeld. In keinem der Fälle kam es zu einem Gerichtsverfahren.

### Osttimor
Im Jahr 2001 wurde öffentlich, dass Indonesien für die Invasion Osttimors 1975 unmittelbar zuvor grünes Licht von US-Präsident Gerald Ford und US-Außenminister Henry Kissinger erhalten hatte. Dies belegen ehemals geheime Dokumente, die vom US-amerikanischen National Security Archive veröffentlicht wurden.
Nur einen Tag vor der Besetzung Osttimors trafen sich demnach Ford und Kissinger in der indonesischen Hauptstadt Jakarta mit Präsident General Suharto und stimmten den völkerrechtswidrigen Invasionsplänen ausdrücklich zu. Als Kissinger wenig später von der Invasion durch einen Mitarbeiter informiert wurde, antwortete er, dass er hoffe, dass dieser „seinen Mund über die Sache halten würde“. Kissingers Zustimmung zur Invasion Osttimors ist wahrscheinlich dem Umstand geschuldet, dass neun Tage vor der Invasion die FRETILIN-Partei einseitig die Unabhängigkeit der portugiesischen Kolonie ausrief. Die linksorientierte Partei umfasste neben bürgerlichen auch marxistische Elemente, weswegen man in den USA und Australien befürchtete, Osttimor könne ein zweites Kuba werden. Invasion und 24 Jahre Besetzung kosteten nach Untersuchungen der Empfangs-, Wahrheits- und Versöhnungskommission von Osttimor 183.000 Menschen das Leben, fast einem Drittel der ursprünglich 600.000 Einwohner Osttimors.
Das East Timor Action Network, die International Campaign against Impunity und das Instituto Cono Sur betrieben das Projekt Kissinger Watch, das Informationen über die Strafverfolgung Kissingers veröffentlichte.

### Argentinische Militärdiktatur
Die argentinische Militärjunta glaubte 1976, sie hätte die Billigung der USA, im Namen einer nationalen Sicherheitsdoktrin massiv Gewalt gegen politische Gegner anzuwenden, um deren „Terrorismus“ zu bekämpfen. Dies beruhte unter anderem auf mehreren Treffen des argentinischen Außenministers Admiral Guzzetti mit Kissinger ab Juni 1976, wobei dieser gegen die anfängliche Erwartung des Argentiniers zustimmende Signale zu einem harten Vorgehen zur Lösung des argentinischen „Terrorismus-Problems“ gegeben hatte. Robert C. Hill, der damalige Botschafter der USA in Argentinien, beschwerte sich in Washington über die „euphorische Reaktion“ von Guzzetti nach dem Treffen mit Kissinger. Guzzetti hatte danach den anderen Regierungsmitgliedern berichtet, nach seinem Eindruck würde es den USA nicht um Menschenrechte gehen, sondern darum, dass die ganze Sache „schnell gelöst“ würde. Die Militärjunta lehnte in der Folge Ermahnungen der US-Botschaft bezüglich der Einhaltung der Menschenrechte ab und verwies zur Begründung auf Kissingers „Verständnis“ für die argentinische Situation. Hill schrieb nach einem weiteren Treffen der beiden:

„[Der argentinische Außenminister] Guzzetti wandte sich an die USA in der vollen Erwartung, starke, deutliche und direkte Warnungen zur Menschenrechtspraxis seiner Regierung zu hören; stattdessen kam er in einem jubilierenden Zustand (engl. state of jubilation) nach Hause, überzeugt von der Tatsache, dass es mit der US-Regierung kein echtes Problem in dieser Sache gäbe.“

In den nächsten sieben Jahren ermordeten die Militärs bis zu 30.000 Menschen, die sie überwiegend spurlos verschwinden ließen. Diese Zeit wurde als „Schmutziger Krieg“ bekannt.

### Äußerungen über sowjetische Juden
Im Jahr 2010 wurden Tonbandmitschnitte von Gesprächen Nixons mit Kissinger und anderen Politikern zur Veröffentlichung freigegeben und offenbarten unsensible Äußerungen des Außenministers. So hatte Kissinger zum Beispiel am 1. März 1973 nach einem Treffen mit der israelischen Premierministerin Golda Meir, in dem diese dringend um amerikanischen Druck auf Moskau gebeten hatte, um mehr sowjetische Juden freizubekommen, zum Präsidenten gesagt: „Die Auswanderung von Juden aus der Sowjetunion ist kein Ziel der amerikanischen Außenpolitik. Und wenn sie die Juden in der Sowjetunion in die Gaskammern schicken, ist das auch kein amerikanisches Problem. Es ist vielleicht ein humanitäres Problem.“

## Auszeichnungen und Ehrungen (Auswahl)
- 1959: Mitglied der American Academy of Arts and Sciences
- 1973: Friedensnobelpreis
- 1973: Goldene Bürgermedaille der Stadt Fürth
- 1976: Großkreuz des Verdienstordens der Italienischen Republik
- 1977: Freiheitsmedaille („The Presidential Medal of Freedom“), die höchste zivile Auszeichnung in den USA
- 1977: Großkreuz des Verdienstordens der Bundesrepublik Deutschland[113]
- 1987: Karlspreis
- 1988: Ehrendoktorwürde der Friedrich-Alexander-Universität Erlangen-Nürnberg
- 1995: Knight Commander of the Most Distinguished Order of St Michael and St George
- 1996: Franz Josef Strauß-Preis
- 1997: Großkreuz des Verdienstordens der Republik Polen
- 1998: Tomáš-Garrigue-Masaryk-Orden I. Klasse
- 1998: Ehrenbürger von Fürth
- 1998: Ehrenmitglied SpVgg Greuther Fürth
- 2005: Bayerischer Verdienstorden
- 2007: Verdienstmedaille des Landes Baden-Württemberg
- 2009: Ewald-von-Kleist-Preis der Münchner Sicherheitskonferenz
- 2012: President’s Medal of Distinction, höchste Auszeichnung Israels
- 2016: Auswärtiges Mitglied der Russischen Akademie der Wissenschaften[114]
- 2023 Bayerischer Maximiliansorden für Wissenschaft und Kunst[82]
- Alter Freund des chinesischen Volkes[115][116]
- Ehrenmitglied der Fördergemeinschaft Friends of Dresden[117]
- Ehrenmitglied des FC Bayern München[118]

## Publikationen
- Kernwaffen und auswärtige Politik. Oldenbourg, München 1959.
- Die Entscheidung drängt. Grundfragen westlicher Außenpolitik. Econ, Düsseldorf 1961.
- Großmacht Diplomatie. Von der Staatskunst Castlereaghs und Metternichs. Econ, Düsseldorf 1962.
- Amerikanische Außenpolitik. Econ, Düsseldorf 1962.
- Was wird aus der westlichen Allianz? Econ, Düsseldorf 1965.
- Memoiren 1968–1973. C. Bertelsmann, München 1979, ISBN 3-570-03138-1.
- Memoiren 1973–1974. C. Bertelsmann, München 1982, ISBN 3-570-00710-3.
- Die weltpolitische Lage. Reden und Aufsätze. C. Bertelsmann, München 1983, ISBN 3-570-06890-0.
- Weltpolitik für Morgen. Reden und Aufsätze 1982–1985. C. Bertelsmann, München 1985, ISBN 3-570-06694-0.
- Das Gleichgewicht der Großmächte. Manesse, Zürich 1986, ISBN 3-7175-8062-0.
- Die sechs Säulen der Weltordnung. Siedler, Berlin 1992, ISBN 3-88680-358-9.
- Die Vernunft der Nationen. Über das Wesen der Außenpolitik. Siedler, Berlin 1994, ISBN 3-88680-486-0.
- Jahre der Erneuerung. Erinnerungen. C. Bertelsmann, München 1999, ISBN 3-570-00291-8.
- Die Herausforderung Amerikas. Weltpolitik im 21. Jahrhundert. Propyläen, München 2002, ISBN 3-549-07152-3.
- Crisis. The anatomy of two major foreign policy crises, Simon & Schuster, New York 2004, ISBN 0-7432-4911-9.
- China – Zwischen Tradition und Herausforderung. C. Bertelsmann, München 2011, ISBN 978-3-570-10056-1.
- Weltordnung. C. Bertelsmann, München 2014, ISBN 978-3-570-10249-7 (siehe oben).
- Kissinger über Kissinger: Kluge Sätze zur Weltpolitik, mit Winston Lord. Ecowin, Salzburg 2019, ISBN 978-3-7110-0250-1.
- mit Eric Schmidt, Daniel P. Huttenlocher: The Age of AI And Our Human Future. John Murray, London 2021, ISBN 978-1-5293-7598-5.
- Staatskunst: Sechs Lektionen für das 21. Jahrhundert. C. Bertelsmann, München 2022, ISBN 978-3-570-10472-9.
- Metternich – Quintessenzen eines Diplomaten. In: Stefan Samerski (Hrsg.): Metternich und der europäische Frieden. Mitteldeutscher Verlag, Halle 2023, S. 9–24, ISBN 978-3-96311-811-1.

## Film
- Angeklagt: Henry Kissinger. Dokumentation, Frankreich 2002, 80 Min., Buch und Regie: Alex Gibney, Eugene Jarecki, Produktion: BBC, Arte u. a., Erstausstrahlung: 9. April 2003
- Die Kissinger-Saga. Henry und Walter: zwei Brüder aus Fürth. Dokumentation, 45 Min., Buch und Regie: Evi Kurz, Produktion: BR, Deutschland, USA 2006, Erstsendung: ARD, 18. Oktober 2006, Inhaltsangabe (Memento vom 18. August 2007 im Internet Archive) der ARD
ungekürzte Version, 90 Min., Erstsendung: BR, 21. Januar 2007, Inhaltsangabe (Memento vom 17. Januar 2007 im Internet Archive) des BR
- Henry Kissinger – Geheimnisse einer Supermacht. Stephan Lamby (Regie) führt mit Kissinger ein ausführliches Gespräch. In der Dokumentation über die wichtigsten Konflikte während seiner Zeit als Außenminister kommen unter anderem ehemalige Regierungsmitarbeiter, George W. Bush, Alexander Haig und Helmut Schmidt zu Wort. Deutschland, USA, 2008, 90 Min.
- Die Brückenbauer Henry Kissinger, Fritz Stern und Lord George Weidenfeld. Jüdische Emigranten und die Wiedervereinigung. Dokumentation, 43 Minuten, Deutschland, USA, Israel, England, Österreich, Schweiz, 2010. Buch und Regie: Evi Kurz, Produktion: TLF-Timelinefilm GmbH Fürth, Erstsendung: ARD, 29. September 2010. In Interviews äußern sich neben Kissinger, Stern und Weidenfeld u. a. Helmut Schmidt, Angela Merkel, Hans-Dietrich Genscher, Richard von Weizsäcker, Timothy Garton Ash und Niall Ferguson. Inhaltsangabe/Exposé (PDF; 76 kB) der TLF-Timelinefilm GmbH